# Supercoppa ABA Liga
La Supercoppa ABA Liga, o ABA Super Cup, è l'annuale supercoppa per club di pallacanestro organizzata dalla ABA Liga.
Si tratta una manifestazione curata dalla ULEB che vede partecipare club provenienti dalla Bosnia ed Erzegovina, Croazia, Montenegro, Macedonia del Nord, Serbia e Slovenia cioè dei paesi costitutivi della ex-Jugoslavia.

## Storia
Il 24 luglio 2017, l'assemblea della ABA Liga, tenutasi a Belgrado, in Serbia, decise di organizzare la Supercoppa ABA Liga, con 8 partecipanti.
Le squadre provenienti da Bosnia ed Erzegovina, Croazia, Repubblica di Macedonia, Montenegro, Serbia e Slovenia avevano già partecipato ad una competizione simile, quando facevano parte della Repubblica Socialista Federale di Jugoslavia. La coppa di pallacanestro jugoslava si giocò per 33 anni, dal 1959 al 1992 (non venne disputata nel 1961 e dal 1963 al 1968). Nel 1992, la squadra serba del Partizan fu l'ultimo vincitore di questa competizione, mentre i croati del Cibona, furono la squadra che ottenne il maggior numero di vittorie nella competizione.

## Albo d'oro
| Stagione | Sede          | Vincitore         | Risultato     | Finalista         | MVP della Finale                    |
| -------- | ------------- | ----------------- | ------------- | ----------------- | ----------------------------------- |
| 2017     | Antivari      | Cedevita Junior   | 78 - 69       | Budućnost         | Andrija Stipanović, Cedevita Junior |
| 2018     | Laktaši       | Stella Rossa      | 89 - 75       | Budućnost         | Mouhammad Faye, Stella Rossa        |
| 2019     | Zagabria      | Partizan          | 99 - 77       | Cedevita Olimpija | Rashawn Thomas, Partizan            |
| 2020     | Non disputata | Non disputata     | Non disputata | Non disputata     | Non disputata                       |
| 2021     | Non disputata | Non disputata     | Non disputata | Non disputata     | Non disputata                       |
| 2022     | Non disputata | Non disputata     | Non disputata | Non disputata     | Non disputata                       |
| 2023     | Podgorica     | Studentski Centar | 83 - 81       | Partizan          | Kenan Kamenjaš, Studentski Centar   |

## Vittorie per club
| Club              | Titolo | Città     | Anno |
| ----------------- | ------ | --------- | ---- |
| Studentski Centar | 1      | Podgorica | 2023 |
| Partizan          | 1      | Belgrado  | 2019 |
| Stella Rossa      | 1      | Belgrado  | 2018 |
| Cedevita Junior   | 1      | Zagabria  | 2017 |